# Zamek

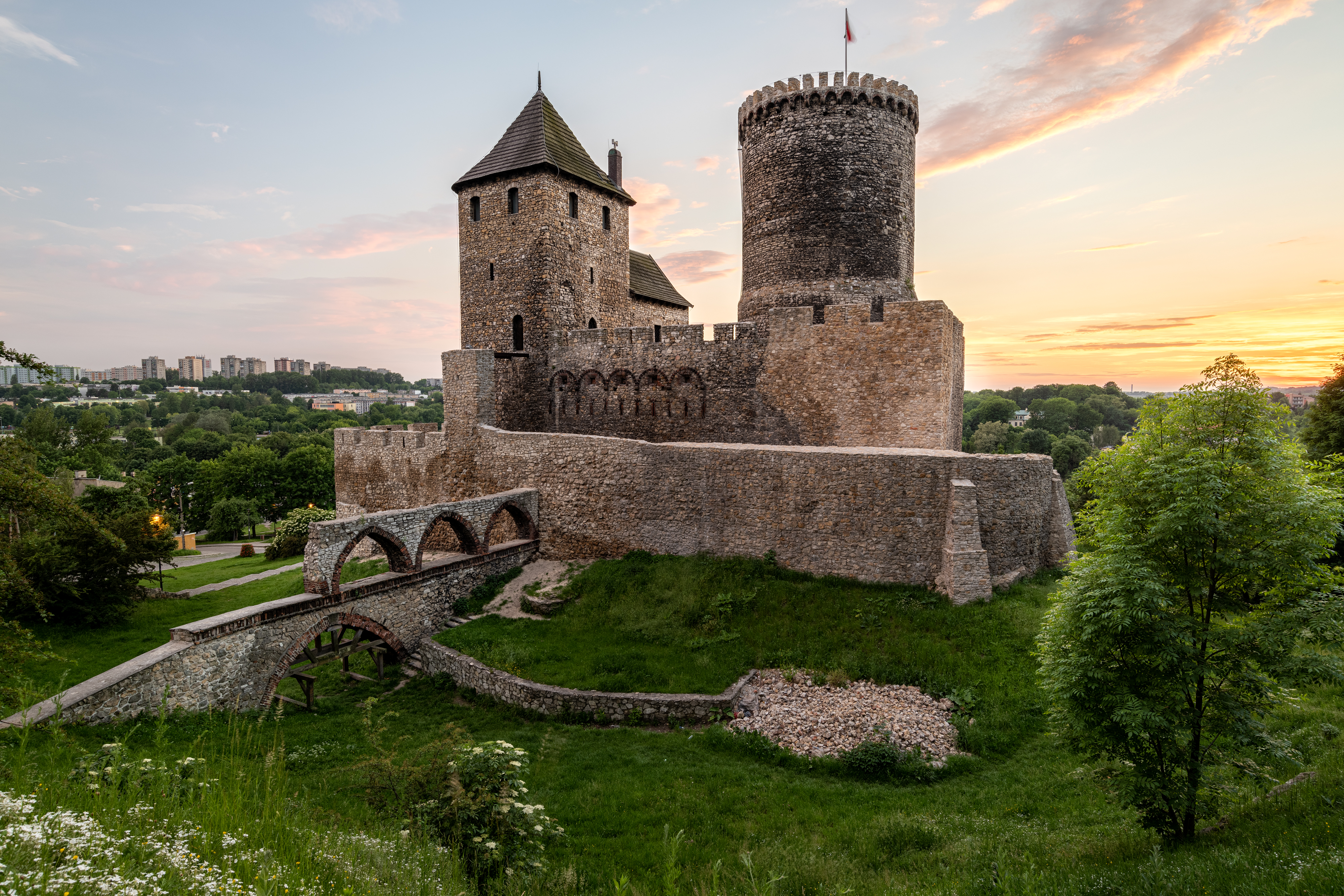
Zamek w Będzinie

Zamek – zespół elementów warownych i budynków mieszkalnych powiązanych w zamknięty obwód obronny, powstały w ustroju feudalnym jako ośrodek władzy książęcej, siedziba możnowładcy, siedziba rycerza lub placówka militarna. Zasadniczą cechę takiego zespołu stanowi zamknięty obwód obronny, początkowo w postaci wałów lub konstrukcji drewniano-ziemnej, a w następnych okresach murowany.
Janusz Bogdanowski zaproponował następującą definicję: zamek to samodzielne dzieło obronne o zabudowie zwartej, powstałe w okresie średniowiecza, łączące dominującą funkcję obronną z mieszkalną i gospodarczą. Kompleks ten przystosowany był do obrony zamkniętym obwodem obronnym.
Polska nazwa „zamek” pochodzi od zamykania drogi lub „zamknięcia”. Pojawiła się w pierwszej połowie XIV wieku i zastępowano nią nazwy łacińskie castrum, castellum i arx.

## Funkcje i cechy
Zamek służył jako:

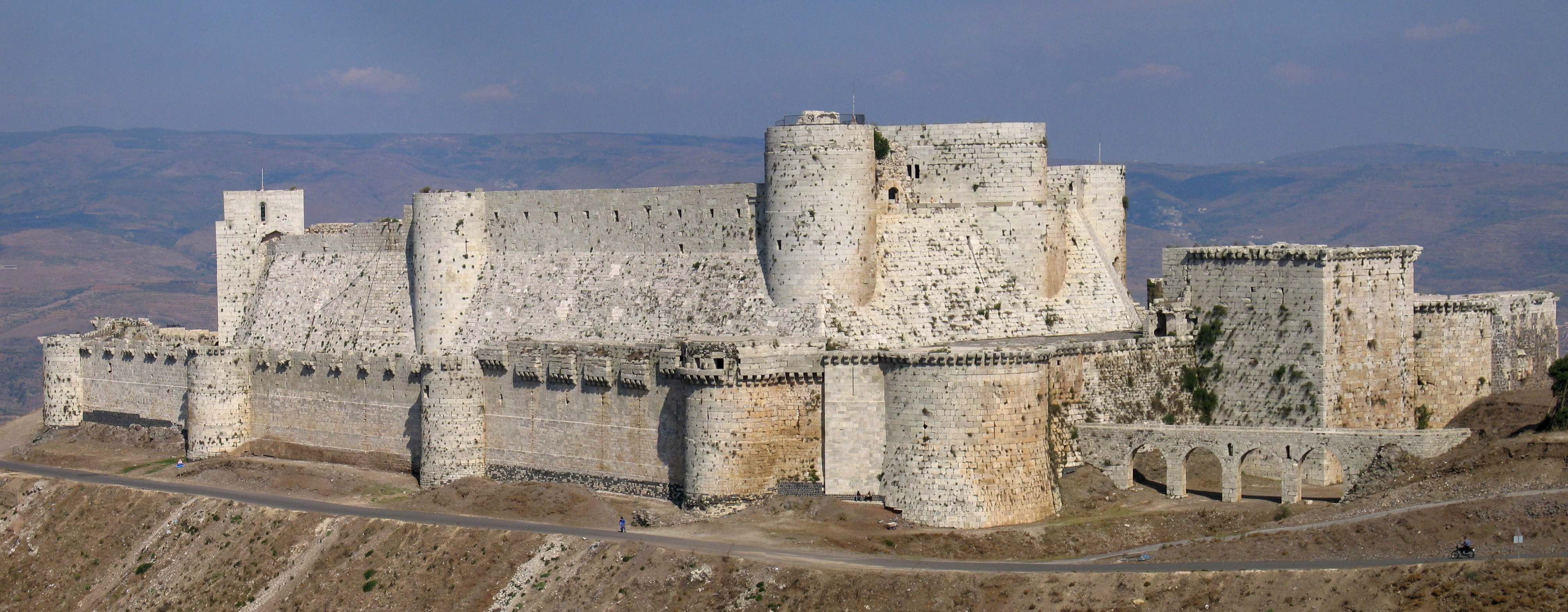
Krak des Chevaliers – twierdza krzyżowców na Bliskim Wschodzie strzegąca jedynej drogi z Antiochii do Bejrutu

- siedziba władcy, administracji (starosty, kasztelana, księcia) (np. Niepołomice, Lublin, Bielsko-Biała),
- placówka militarna (np. Dybów, Przewodziszowice),
- więzienie (np. Lipowiec, Chęciny),
- skarbiec (np. Chęciny, Rawa Mazowiecka),
- miejsce sądów (np. Wiślica, Nowy Korczyn),
- ochrona granic i szlaków (np. Będzin, Czorsztyn i Niedzica),
- miejsce schronienia ludności (refugium, np. Zamek Pieniński).

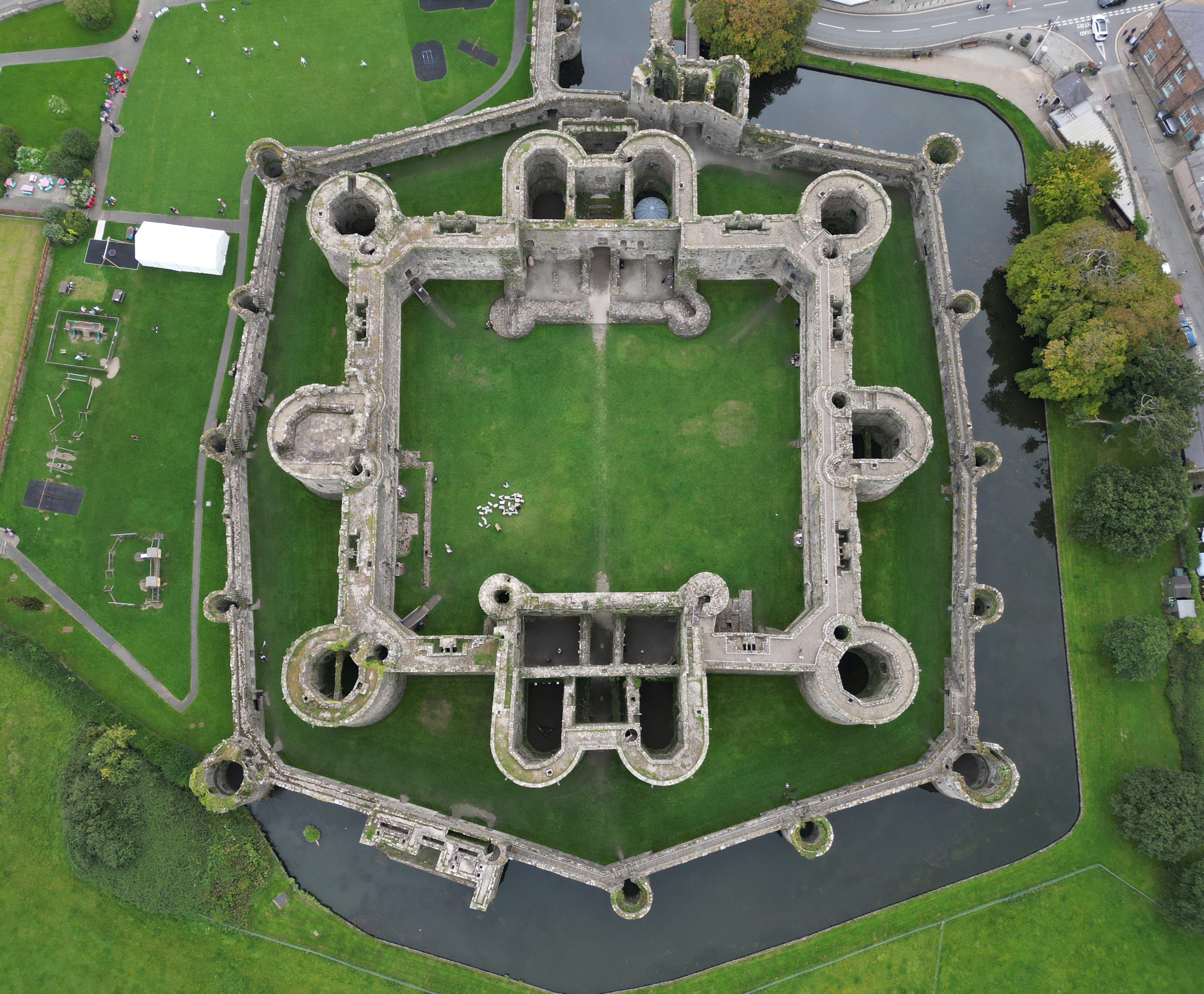
Rozbudowany system umocnień zamku w Beaumaris

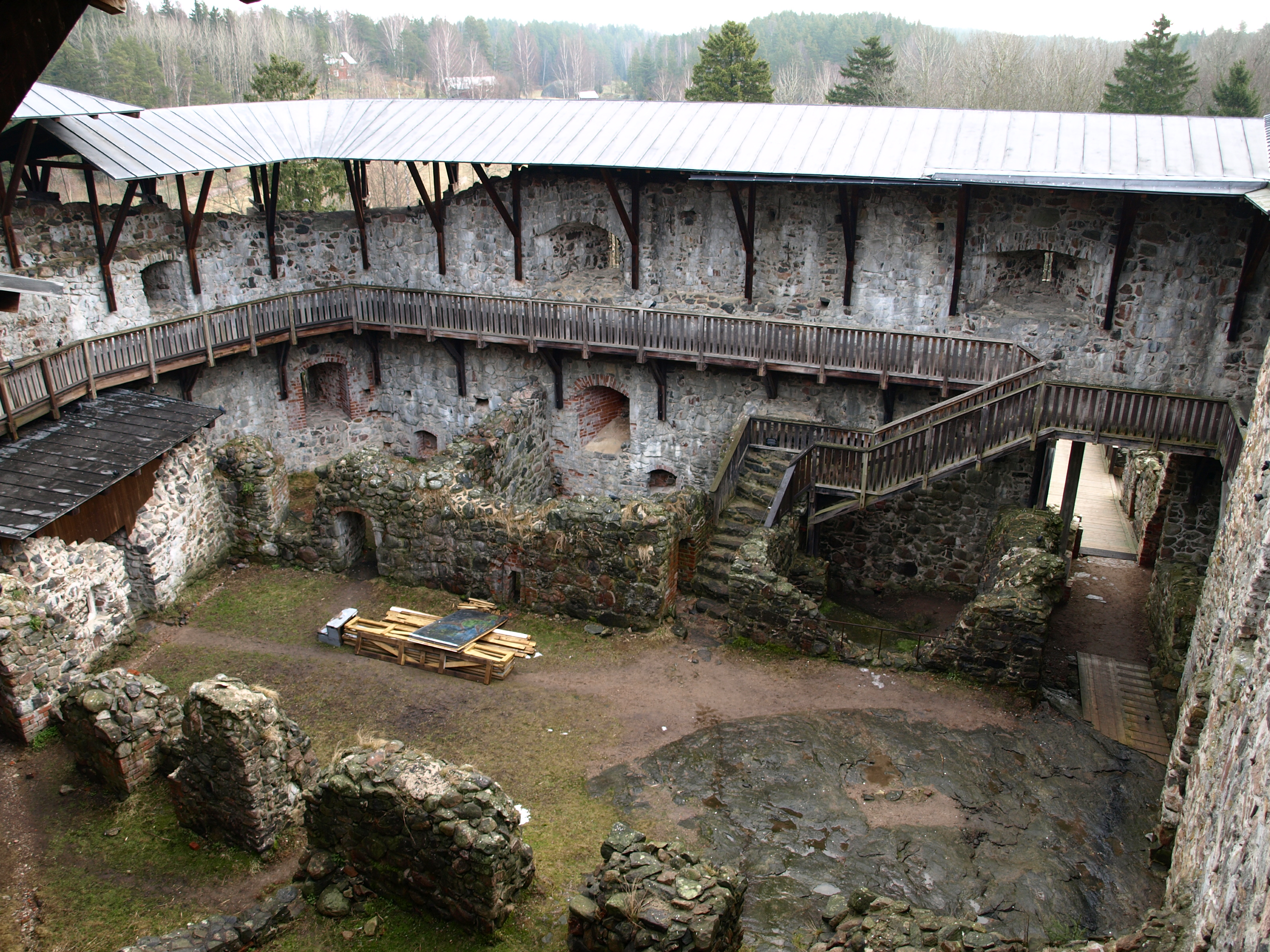
Dziedziniec zamku Raseborg

Często występujące cechy charakterystyczne zamku:
- wysokie i grube mury zewnętrzne ze strzelnicami, które otaczają budowlę z każdej strony,
- wieża (stołp albo donżon),
- ufortyfikowane wejścia, często rozbudowane o kraty, mosty zwodzone, wykusze i wieże,
- na zewnątrz murów małe i wysoko umieszczone otwory okienne,
- kaplica,
- dziedziniec,
- na zewnątrz zamku przeszkody terenowe, jak: dodatkowe mury, fosy, wały, mosty zwodzone oraz ewentualnie dodatkowe fortyfikacje, bastiony, teren wyrównany, pozbawiony trwałych lub wysokich budowli, wysokich drzew itp.,
- mury zakończone blankami i machikułami,
- w linii murów baszty.

Zaplecze gospodarcze zamku średniowiecznego stanowiło podzamcze. W skład zamku oprócz pomieszczeń mieszkalnych wchodziły także pomieszczenia specjalne, np.: magazyny, warsztaty, stajnie, prochownie, więzienia, kuźnie itd. Pomieszczenia mieszkalne należały do stałych mieszkańców zamku oraz do obsadzającej zamek załogi.

## Rodzaje
Podział ze względu na funkcję:
- strażnicze,
- mieszkalne,
- administracyjne,

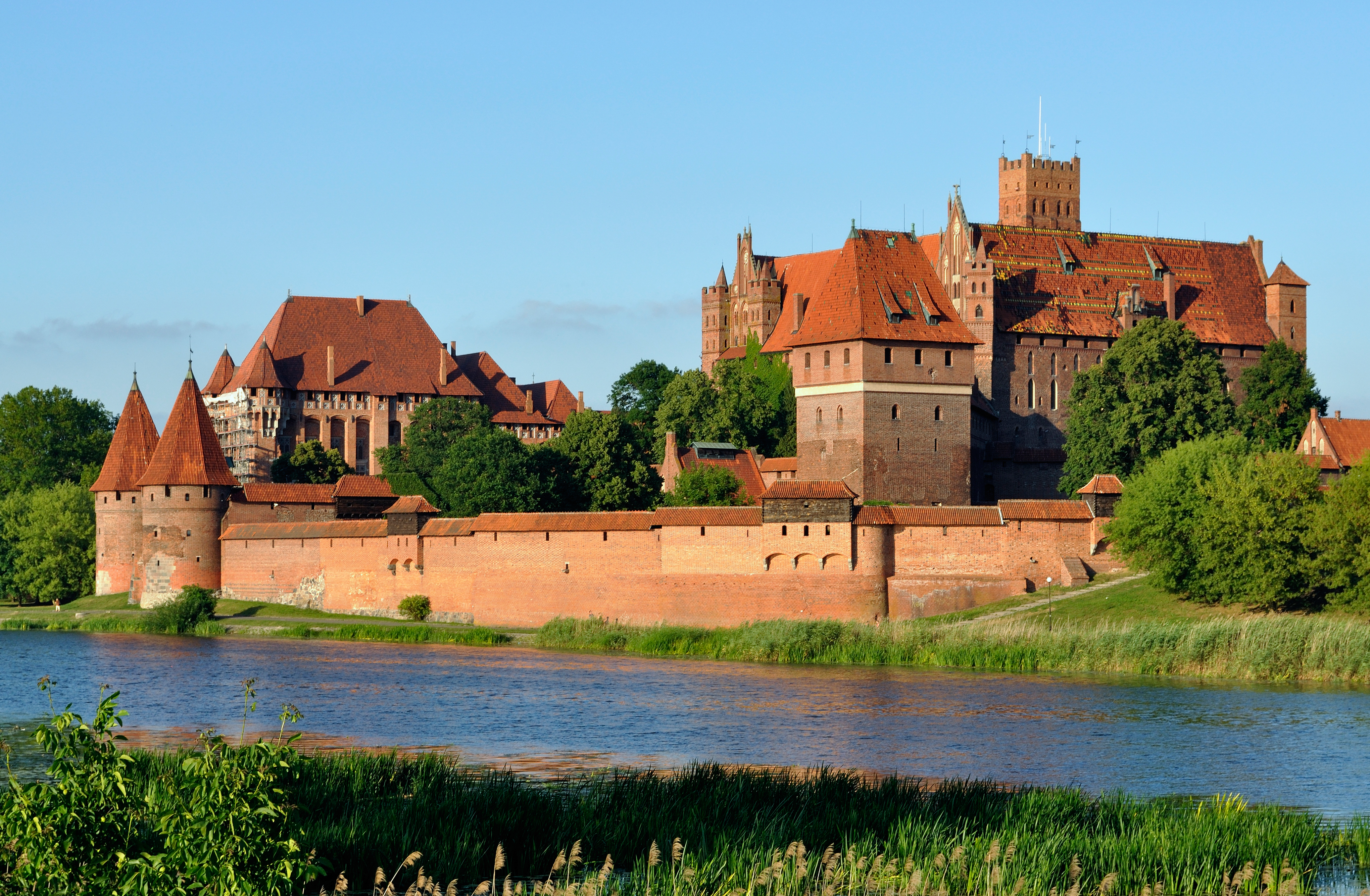
Zamek w Malborku (właśc. zespół obronny składający się z trzech zamków: niskiego, średniego i wysokiego) – siedziba wielkich mistrzów zakonu krzyżackiego

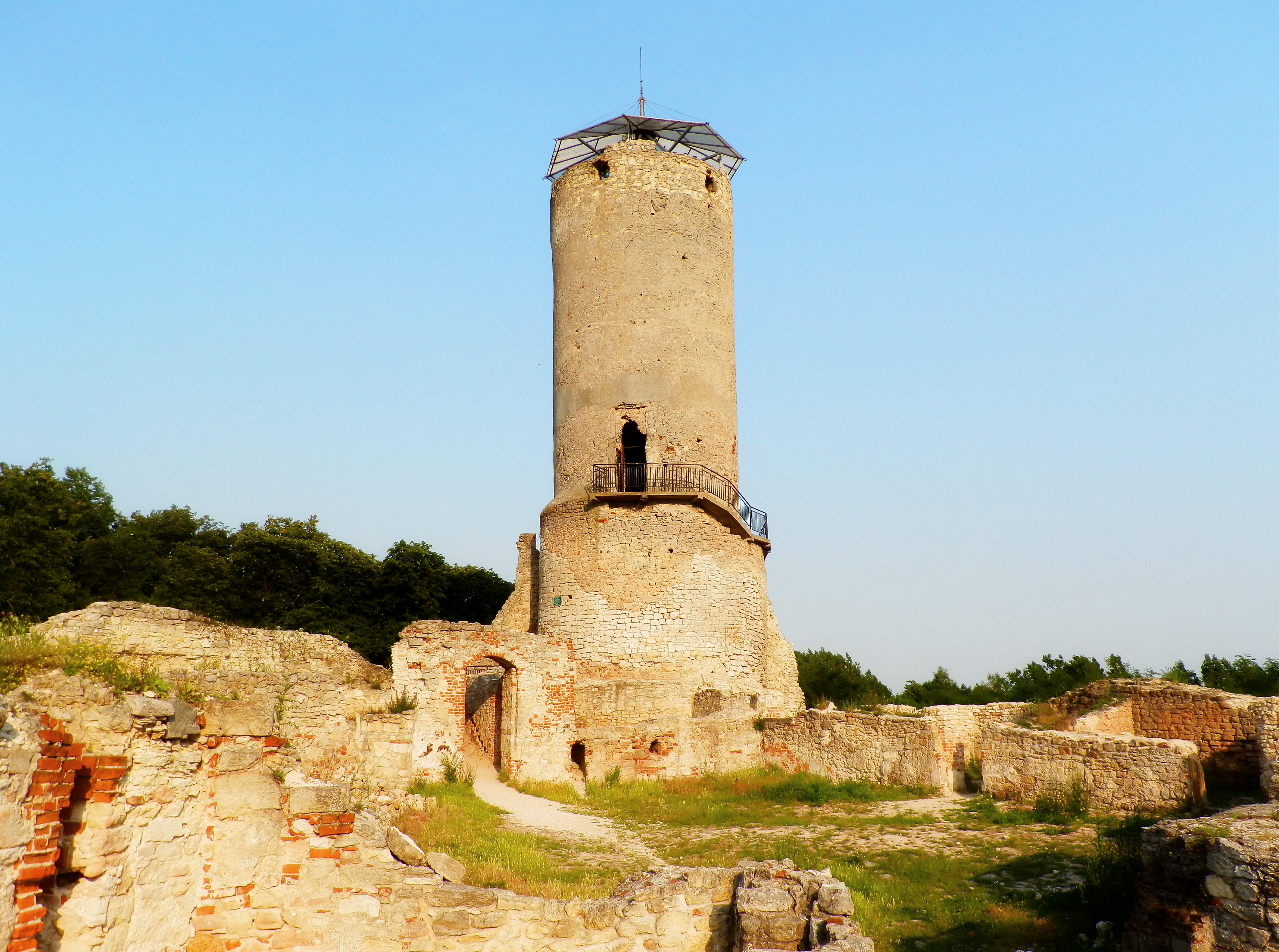
Dziedziniec i stołp zamku w Iłży

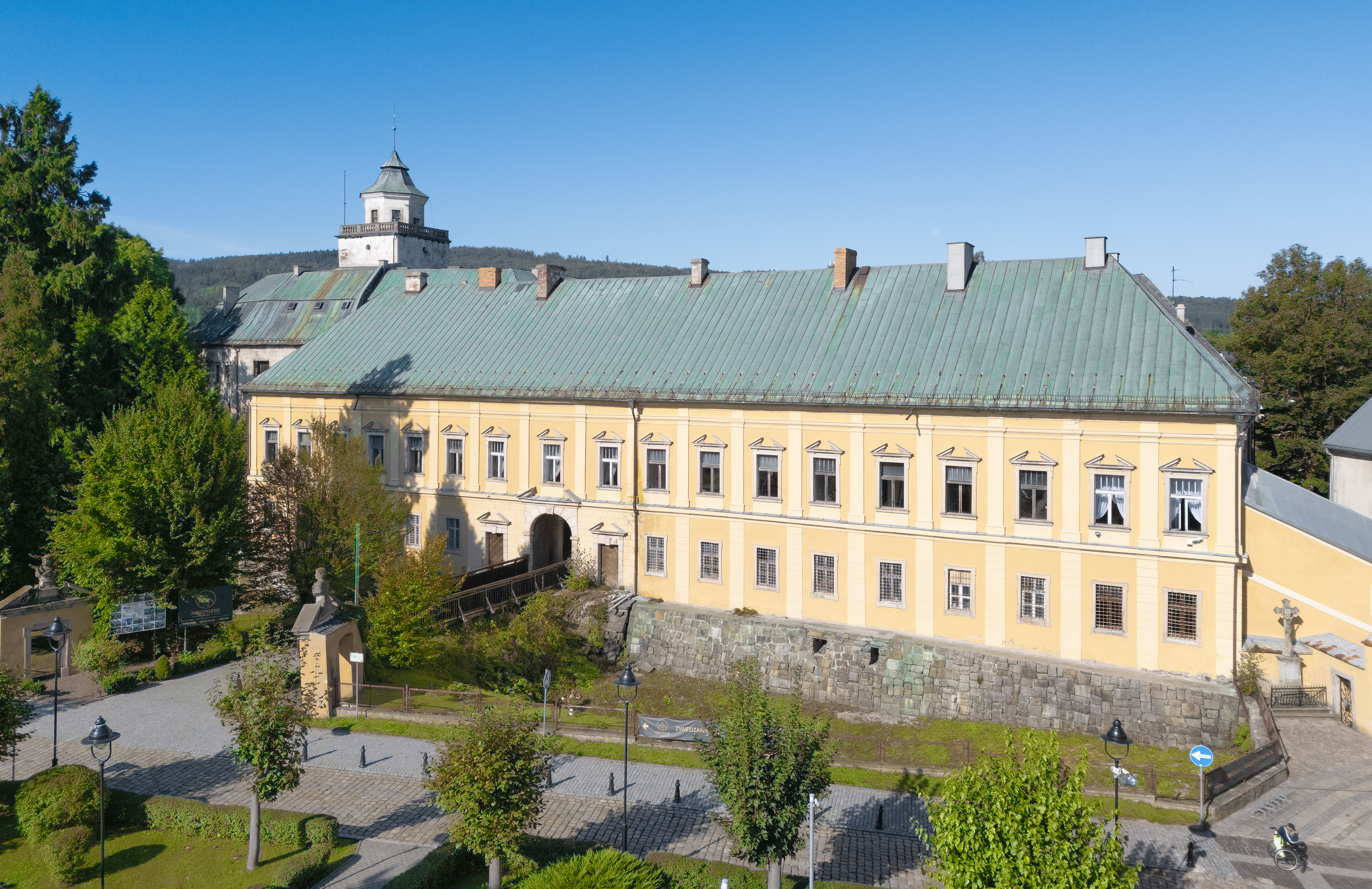
Zamek w Międzylesiu będący częścią kompleksu zamkowo-pałacowego

- refugialne (schronieniowe, od łac. refugere).

Podział ze względu na rodzaj użytego przy budowie materiału:
- drewniane (kasztel),
- ceglane,
- kamienne.

Podział ze względu na usytuowanie:
- wyżynne,
- nizinne,
- wodne.

Podział związany z osadnictwem:
- samotne,
- związane z miastem.

Podział z uwagi na układ przestrzenny:
- regularne,
- nieregularne,
- pojedyncze,
- zespoły obronne (składające się z połączonych np. dolny, średni, górny).

## Historia

### W Polsce

#### Początki
Na przełomie XII i XIII wieku miał miejsce proces modernizacji siedzib książęcych poszerzający program funkcjonalny istniejących grodów drewniano-ziemnych. Początkowy etap rozwoju zamków w Polsce należy łączyć z budową przed 1238 rokiem zamku w Legnicy przez piastowskiego księcia Henryka Brodatego, który to zamek swoją wielkością mógł się zaliczać do największych w Europie Środkowej. Wkrótce nowe murowane urządzenia obronne powstały także we Wleniu, w Krakowie na Wawelu, na Ostrowie Tumskim we Wrocławiu, po 1228 roku w Opolu. Część badaczy za wczesne obiekty uważa także zamki w Rokitnicy, Krośnie Odrzańskim i Wierzbnej. Początkowo charakterystyczne dla zamków elementy umieszczono w obrębie funkcjonujących grodów drewniano-ziemnych, w związku z czym pierwsze zamki miały kształt nieregularny dostosowujący się do istniejących starszych wałów. Po połowie XIII wieku zarzucono także budowę palatiów, które należy łączyć raczej z wcześniejszą epoką. W XIII-wiecznej przestrzeni budowlanej w Europie Środkowo-Wschodniej pojawiły się tzw. zamki typu przejściowego. Określa się tym terminem obiekty warowne z tradycyjnymi ziemno-drewnianymi obwodami wałów obronnych z wieżami, poprzedzonymi fosami oraz z wewnętrzną zabudową wykonaną techniką szachulcową. Ich zaletą były względnie niskie koszty związane z przeprowadzeniem inwestycji budowlanych. Przykładami zamków tego typu są obiekty warowne np. w Pieszycach, Marczowie, Płoszczynie, Gradówku i Kamiennej Górze, Błoniu, Piekarach.
W 2 poł. XIII wieku zaczęły też powstawać zamki budowane przez zakon krzyżacki, którymi najwcześniejszymi przykładami są obiekty w Toruniu, Chełmnie, Elblągu, Starogrodzie, w Kwidzynie (biskupi), Dzierzgoniu, Grudziądzu, Pokrzywnie i Bierzgłowie. Przykładami zamków przejściowych budowanych przez Krzyżaków są Stary Dzierzgoń, Bogdany, Gronkowo.
Na Pomorzu Zachodnim za pierwsze zamki można uznać siedziby zakonu templariuszy: obronne folwarki w Rurce i Chwarszczanach powstałe po 1248 r., natomiast pierwszymi rycerskimi zamkami na Pomorzu Zachodnim były powstałe około 1280 roku zamki w Płotach (o regularnym kształcie), Nowogardzie i po 1282 roku w Świdwinie.

#### Rozkwit
Następnym etapem gwałtownego rozwoju zamków na ziemiach polskich był okres od 1320 roku do 1410 roku, tj. po przejęciu inicjatywy budowlanej przez władców Polski, ze szczególnym wskazaniem okresu panowania króla Kazimierza Wielkiego, który w ciągu 37 lat wybudował około 36 zamków (m.in. w Sandomierzu, Przedborzu i Opocznie). W tym też okresie zaczęły powstawać zamki na Mazowszu, gdzie zbudowano zamek w Rawie Mazowieckiej oraz w Czersku, Warszawie, Ciechanowie i Liwie. Zamki powstają też w tym okresie na Kresach. Przykładami mogą być tu Lwów, Halicz, Włodzimierz, Kamieniec Podolski, Buczacz, Jazłowiec i inne. W tym też czasie szczyt rozwoju budownictwa zamkowego ma miejsce na terenach państwa zakonu krzyżackiego, gdzie wykształca się model zamku konwentualnego (np. Radzyń Chełmiński, Gniew), zakończony budową zamku w Ragnecie w 1409 roku. Na terenie Pomorza Zachodniego duży wpływ na architekturę zamkową miały zamki zakonu joannitów (Swobnica) oraz zamki rycerskie.

#### Wprowadzenie broni palnej
Kolejny etap rozwoju historycznego zamków to okres rozpowszechniania się broni palnej, co spowodowało znaczne modernizacje w istniejących obiektach (np. Zamek w Golubiu, Baszta Senatorska na Wawelu) lub budowę nowego typu zamków, jak np. zbudowany po 1398 roku Zamek w Bytowie, Zamek Dybów koło Torunia, Wenecji koło Żnina, Bobrownikach. W tym też okresie większe znaczenie zaczyna się przywiązywać do wygody mieszkańców zamków czego przykładem są zamki prywatne np. w Oporowie, Borysławicach, Gosławicach, Dębnie i jeden z najwspanialszych polskich prywatnych zamków XV-wiecznych zbudowany w Pińczowie.

#### Schyłek
Z czasem część zamków zmieniła swoje funkcje, a co za tym idzie wygląd, stając się w wyniku przebudowy pałacami, natomiast w czasach nowożytnych typowe militarne funkcje zamków przejęły twierdze. Umownie przyjmuje się, że zamki zaprzestano budować około 1530 roku, gdy w związku z rozwojem broni palnej ich rolę przejęły twierdze bastionowe, z których najwcześniejszych przykładów jest beluard zamku w Rożnowie z 1555 roku. Inne przykłady to Krzyżtopór, Zamek w Tykocinie, Danków, Pilica, Brody, Łańcut, Zamość, Stanisławów, Wiśniowiec, Birże, Dubno, Połonne, Kudak, Zbaraż, Złoczów. Często jednak nowe obiekty zachowały nazwę „zamek” – nie mając jednak już zbyt wiele wspólnego z zamkami średniowiecznymi (np. tzw. „zamki romantyczne” budowane w stylu neogotyckim w XIX wieku).

## Galeria

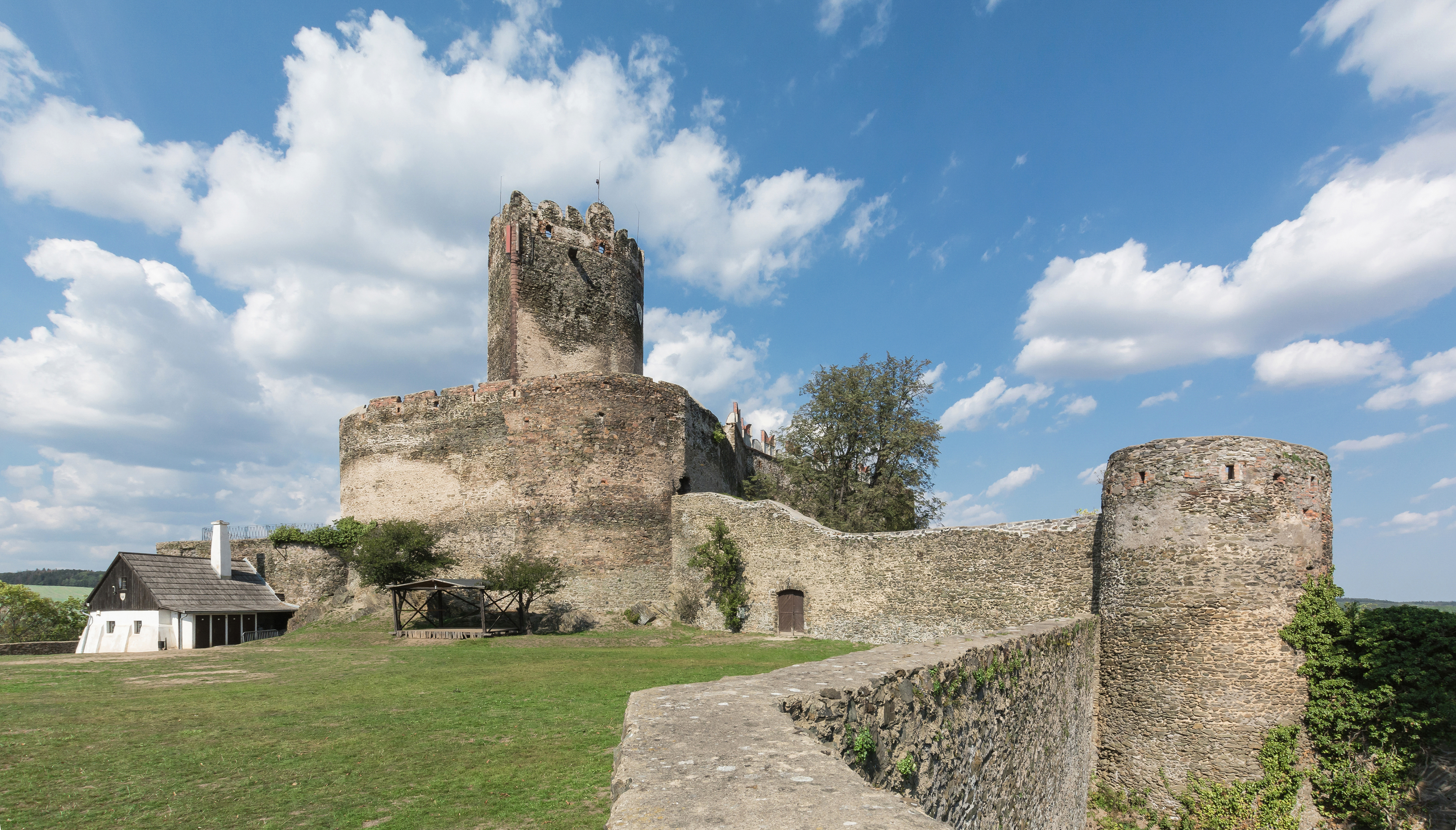
Zamek w Bolkowie
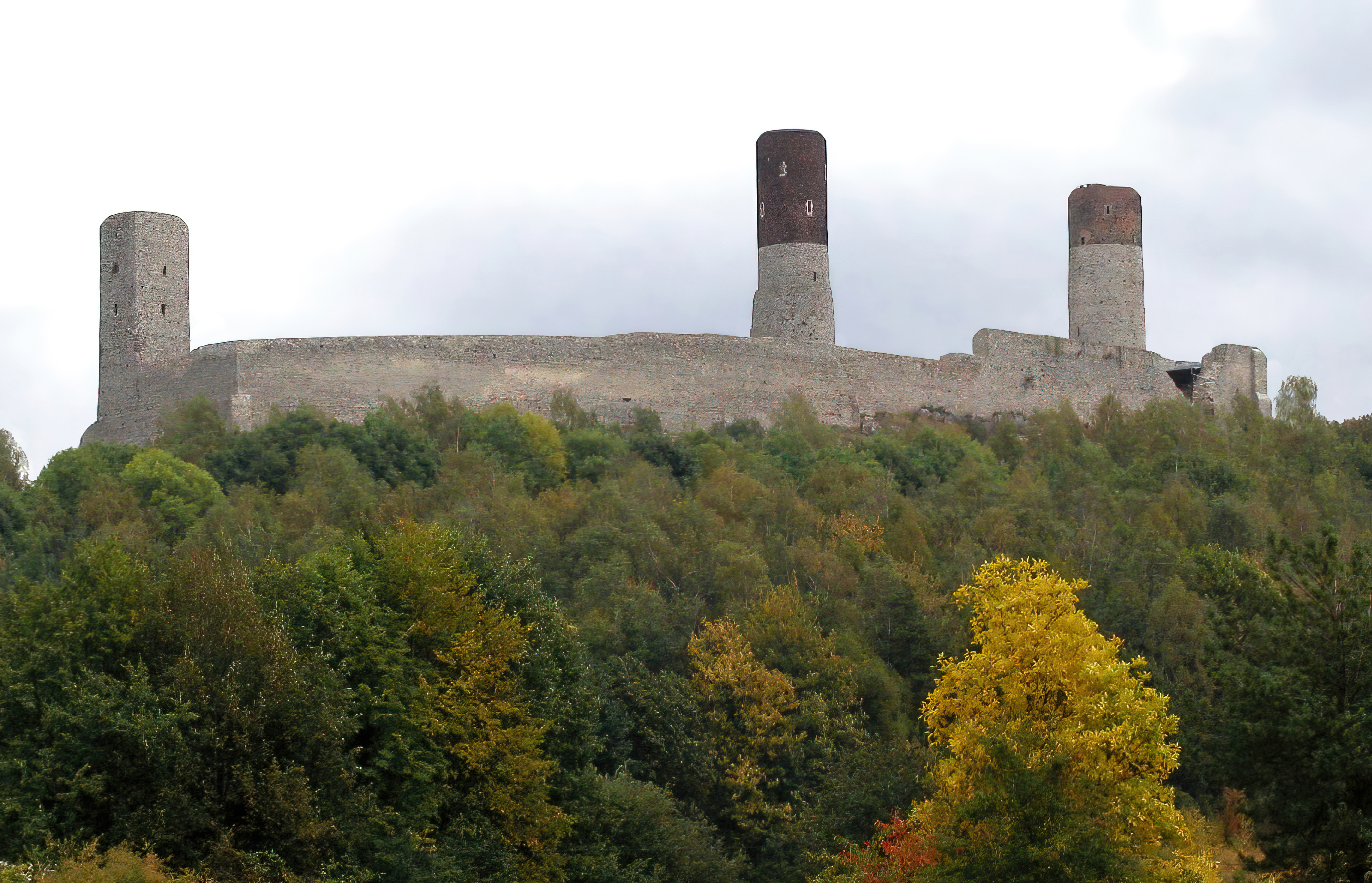
Zamek w Chęcinach
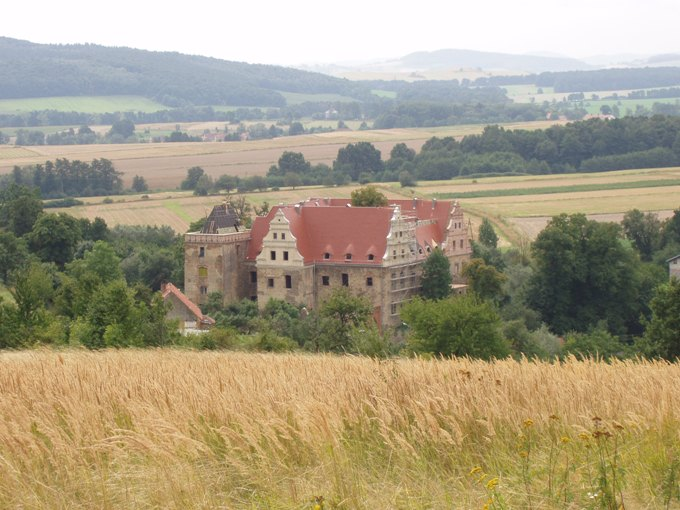
Zamek w Goli Dzierżoniowskiej
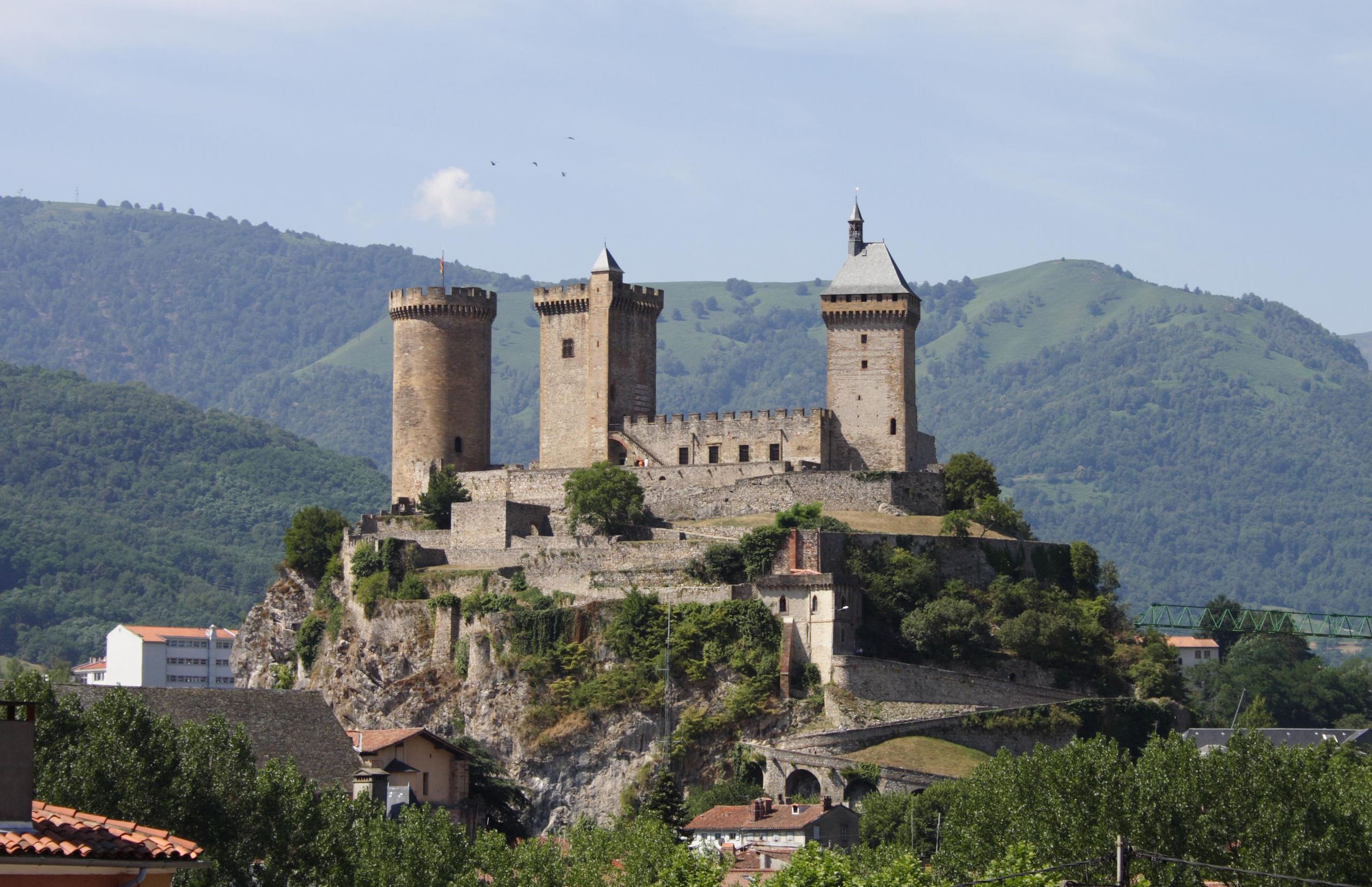
Zamek w Foix we Francji
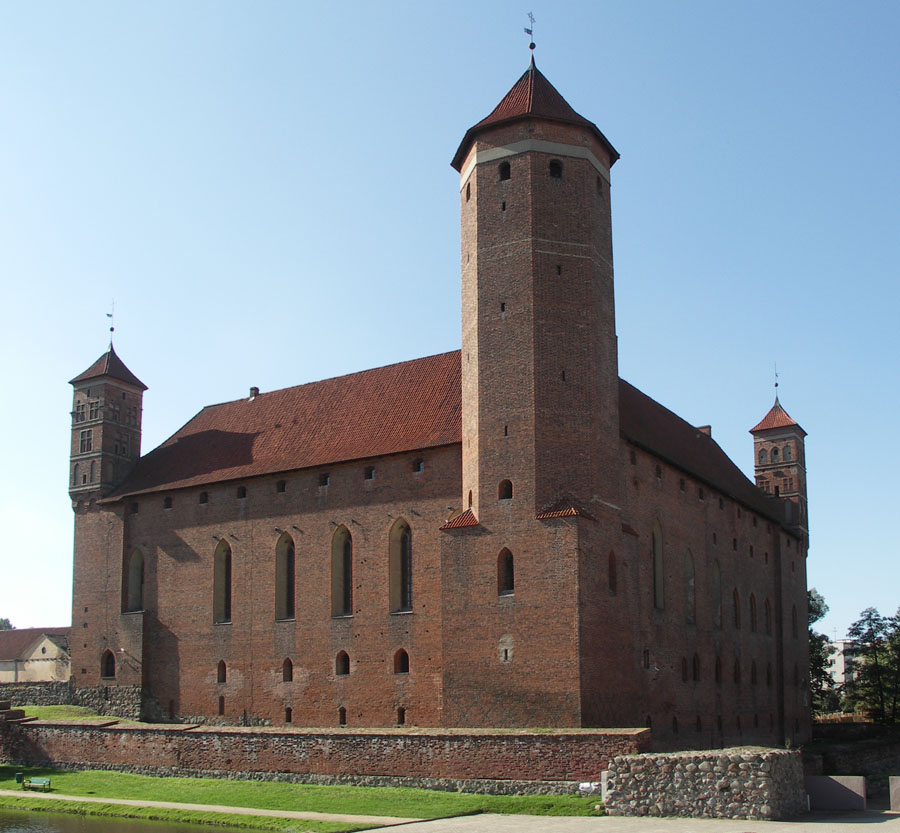
Zamek w Lidzbarku Warmińskim
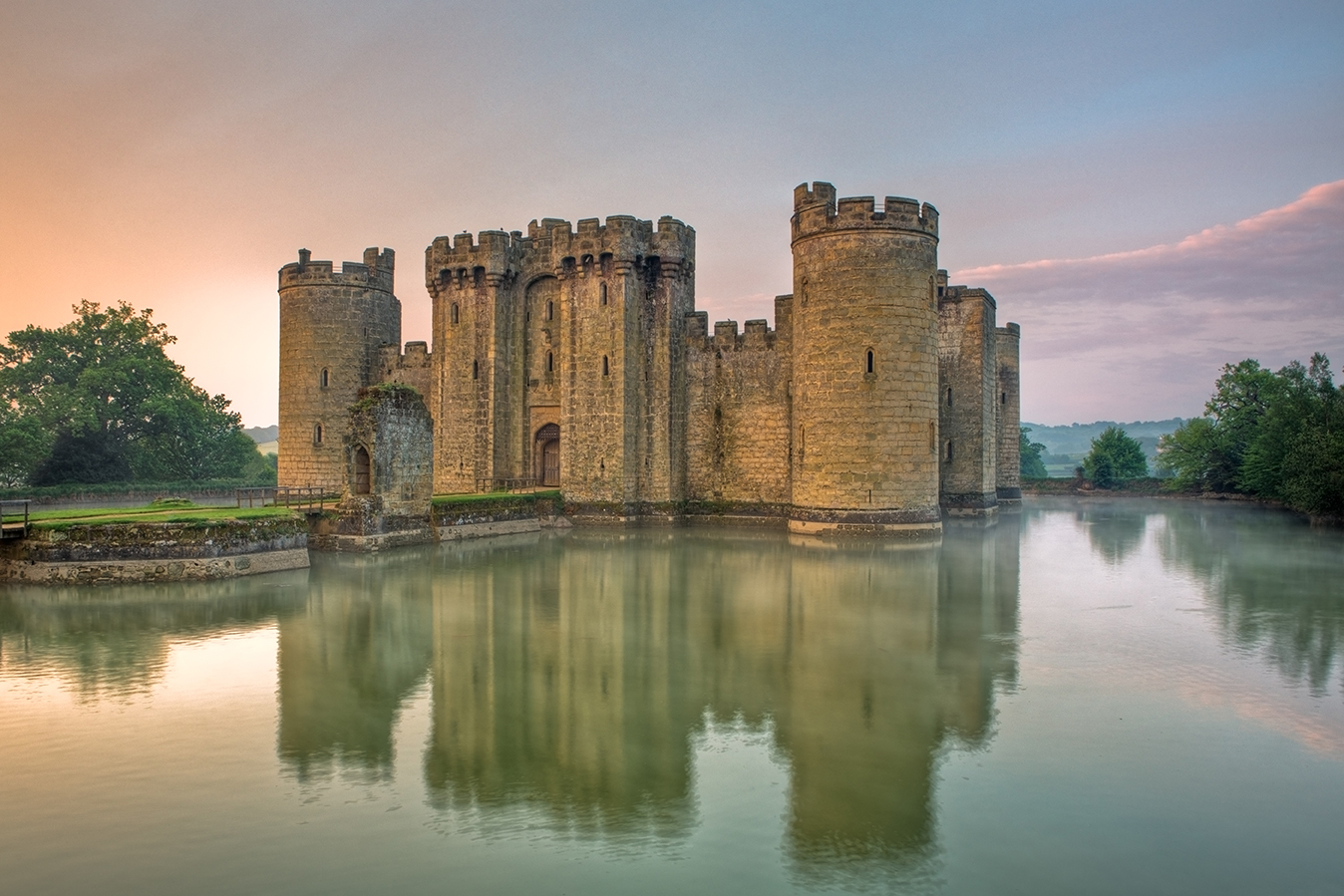
Zamek Bodiam w Anglii
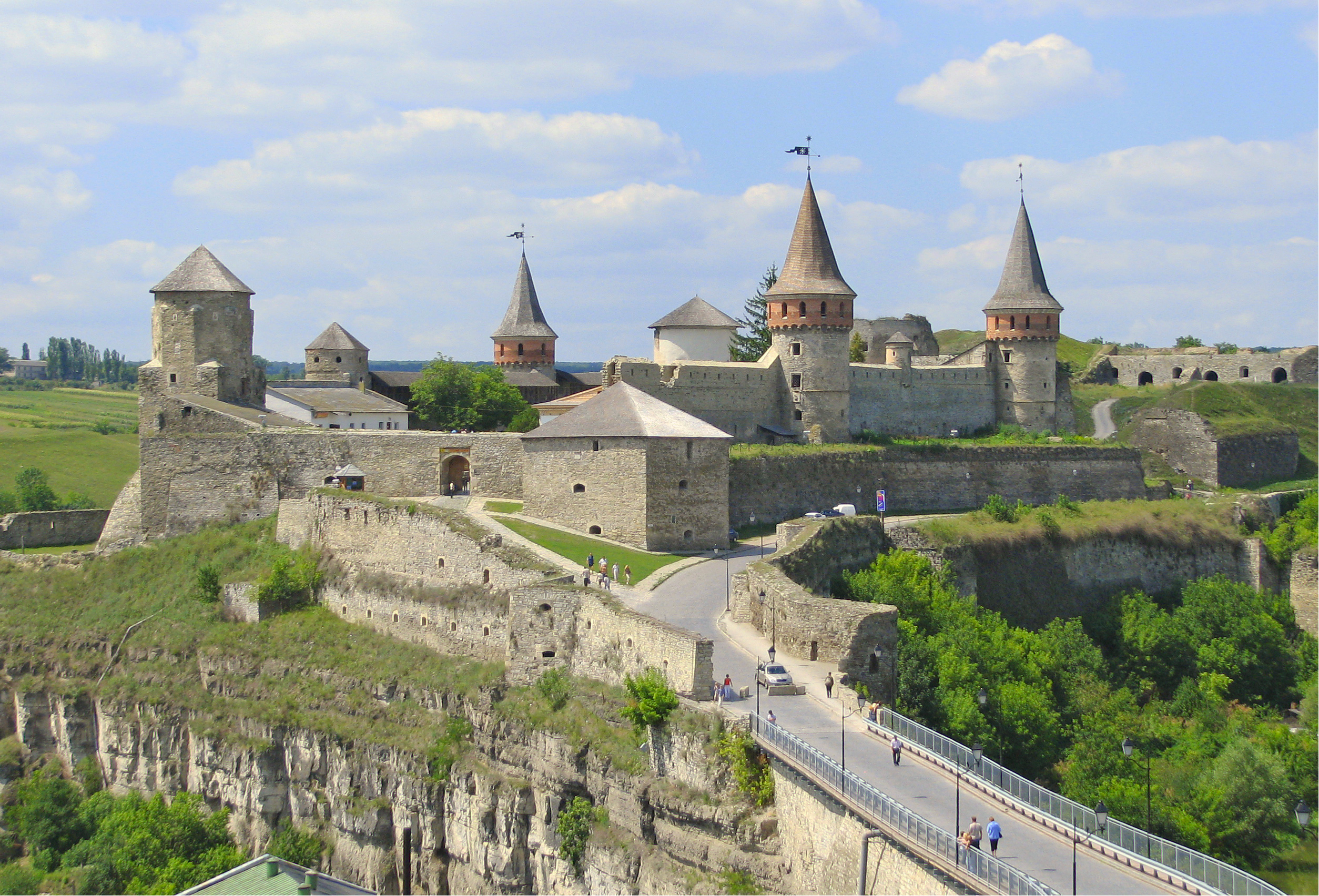
Stary Zamek w Kamieńcu Podolskim
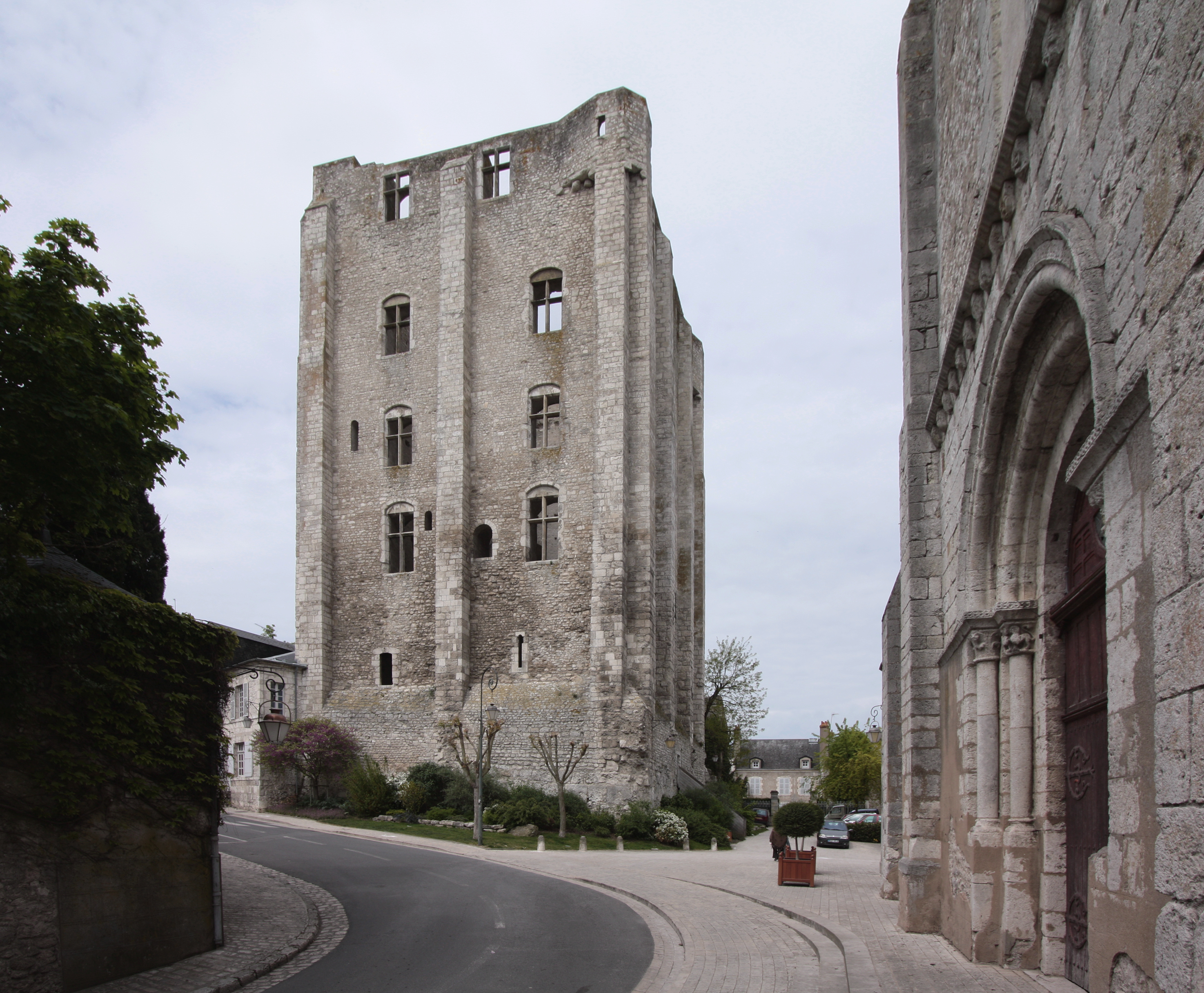
Donżon w Beaugency we Francji
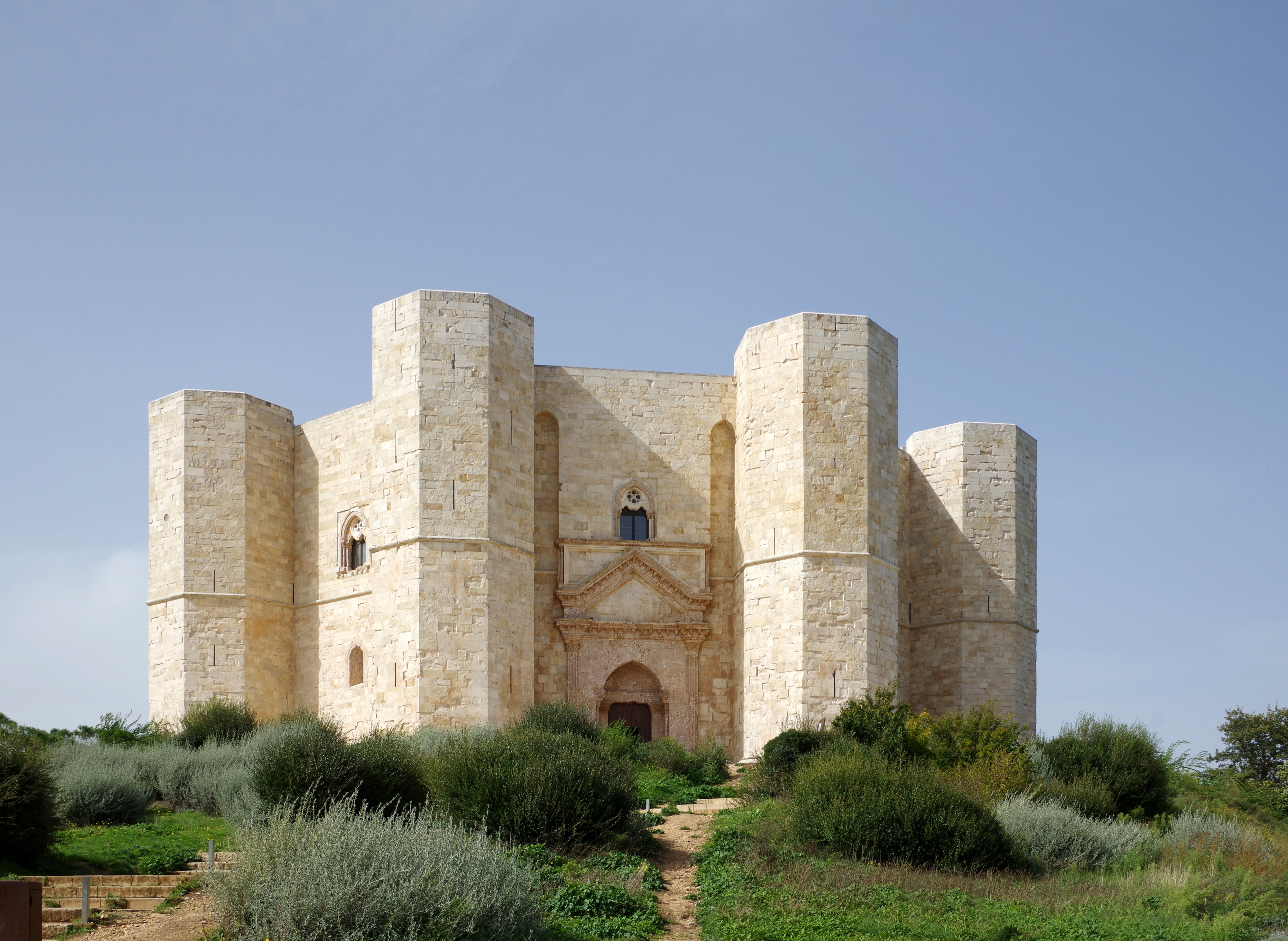
Castel del Monte we Włoszech
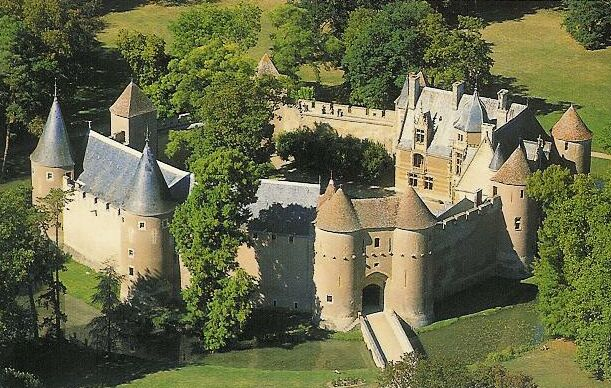
Zamek Ainay-le-Vieil we Francji
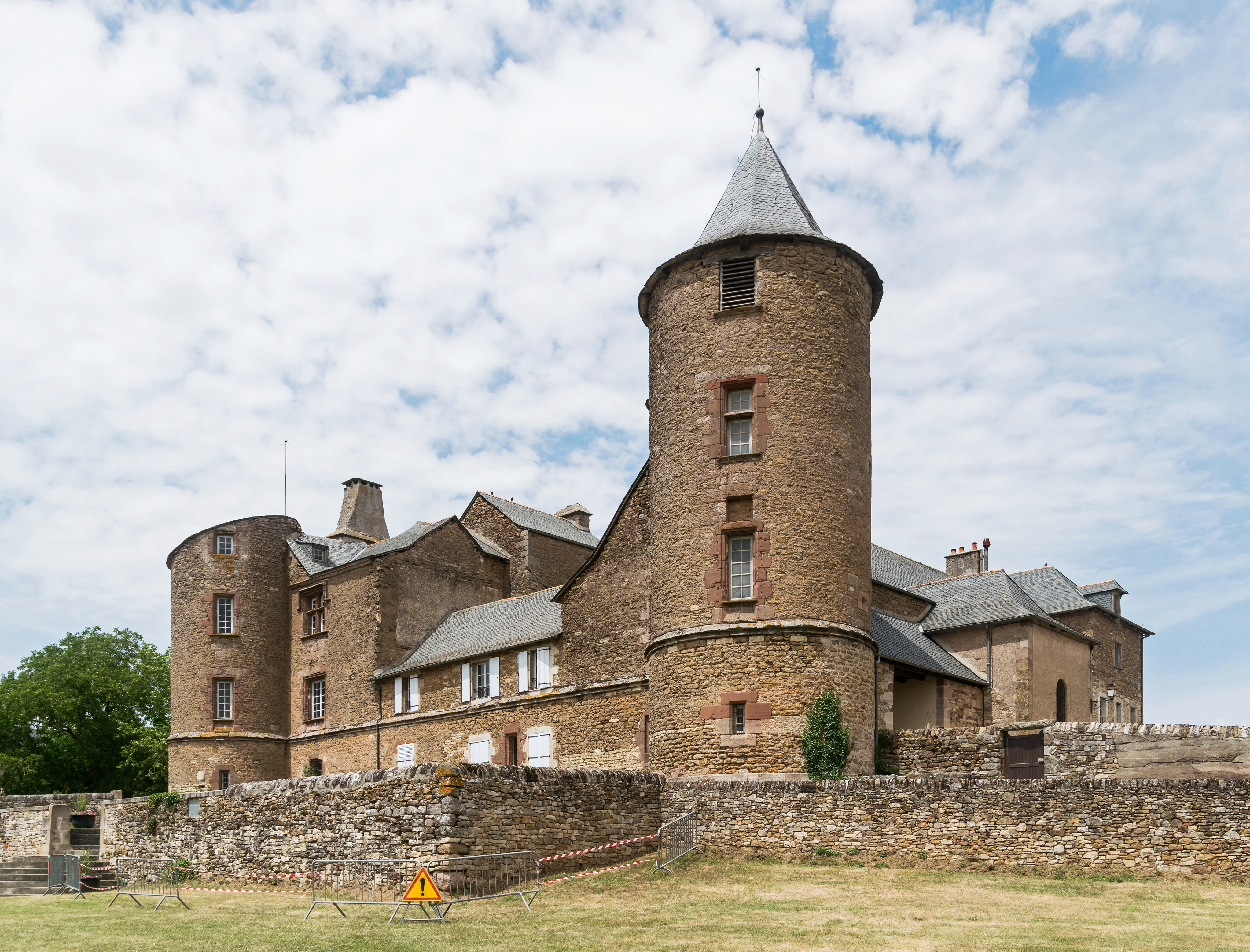
Zamek w Onet-le-Château, we Francji
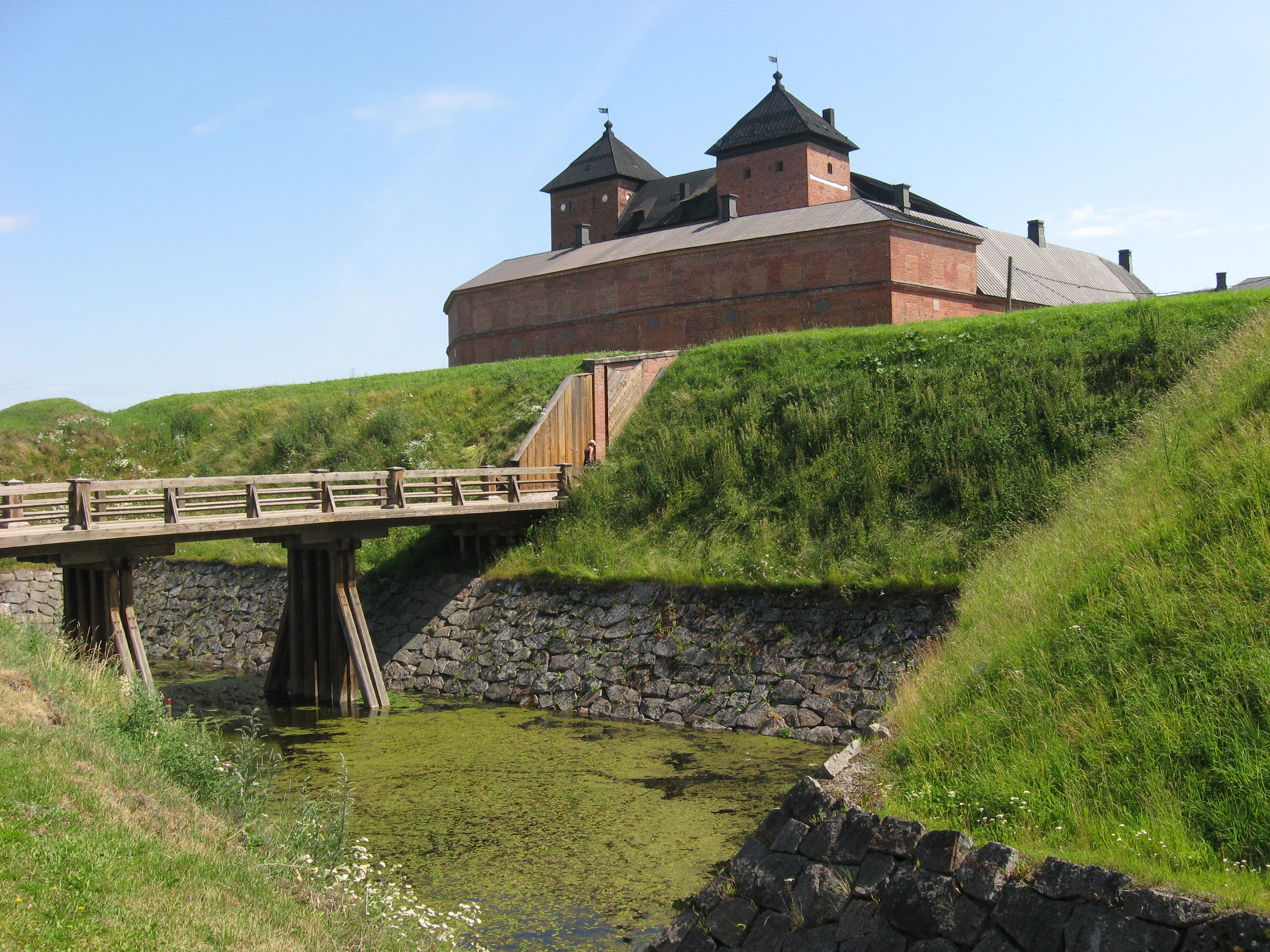
Zamek Häme w Hämeenlinna, we Finlandii
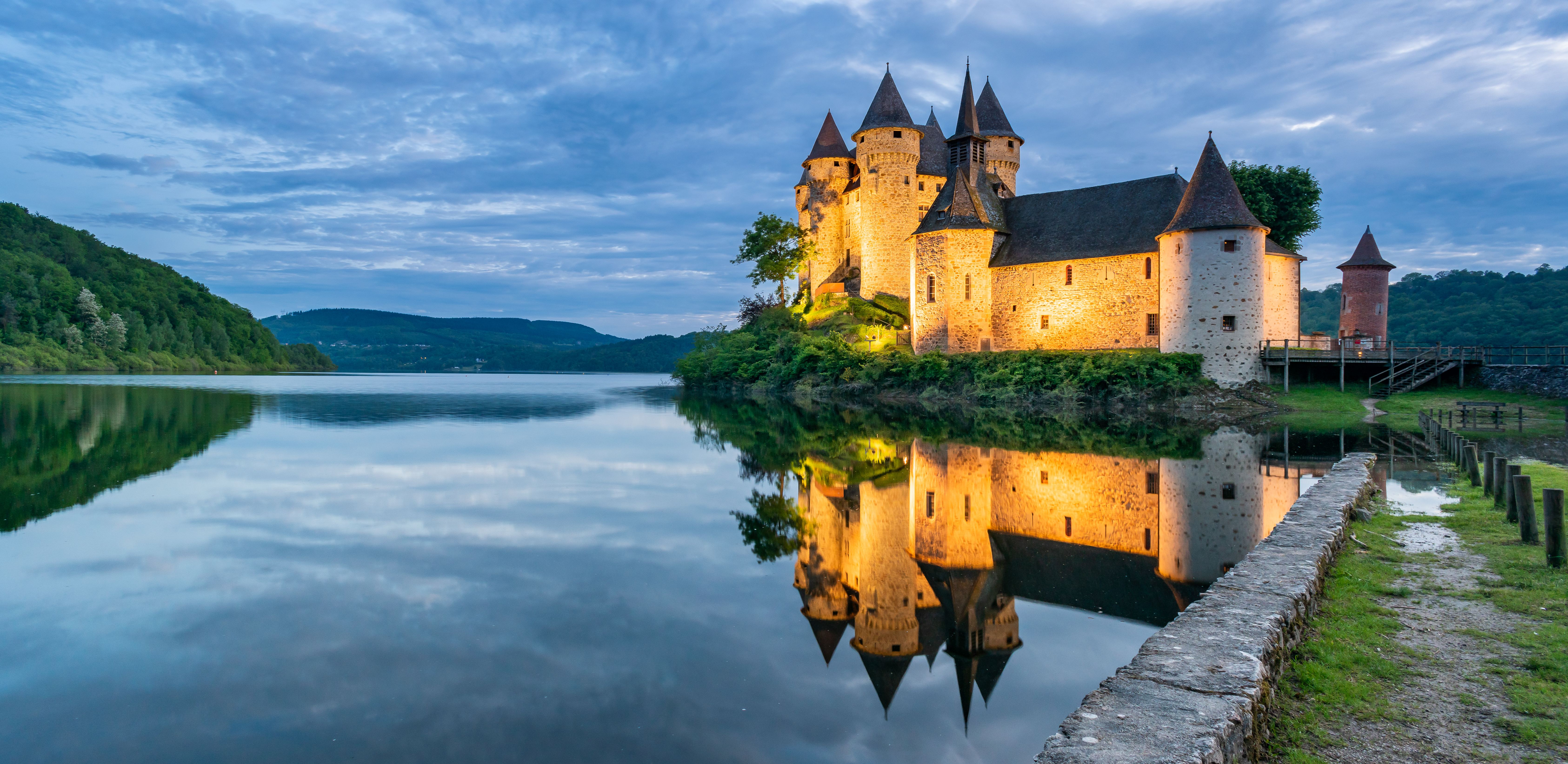
Zamek Val w Lanobre, we Francji